# Leni Larsen Kaurin
Leni Larsen Kaurin (Ålesund, 21 de março de 1981) é uma futebolista norueguesa que atua como meia.

## Carreira
Leni Larsen Kaurin integrou o elenco da Seleção Norueguesa de Futebol Feminino, nas Olimpíadas de 2008. 